# Hospital Infanta Elena (Huelva)
El Hospital Infanta Elena es un hospital público perteneciente al Servicio Andaluz de Salud ubicado en la ciudad española de Huelva. Fue inaugurado en 1985 y su nombre rinde homenaje a la infanta Elena de Borbón, hermana del rey Felipe VI. 
Ofrece asistencia como hospital básico a las comarcas de la Costa Occidental de Huelva y El Condado, que en la fecha de su inauguración comprendía unos 160 000 habitantes.

## Historia
El hospital Infanta Elena fue edificado para responder a la falta de servicios asistenciales existentes en la provincia de Huelva. Recibió el primer paciente el 4 de noviembre de 1985 y fue inaugurado oficialmente el 23 e enero de 1986.
En 2010, cuando se cumplían 25 años desde la inauguración del centro hospitalario, habían nacido en sus instalaciones 35 000 niños, se habían atendido 1 000 000 de urgencias hospitalarias y se habían llevado a cabo más de 200 000 intervenciones quirúrgicas.

## Cartera de servicios
La cartera de servicios hospitalaria del hospital Infanta Elena es la siguiente:
- Angiología y cirugía vascular
- Aparato digestivo
- Biomarcadores en cáncer
- Centros de transfusión de tejidos y células
- Cirugía cardiovascular
- Cirugía general y aparato digestivo
- Cirugía ortopédica y traumatología
- Cirugía plástica y reparadora
- Dermatología médico-quirúrgica y venereología
- Hematología Clínica
- Medicina preventiva y salud pública
- Neumología
- Obstetricia y Ginecología
- Oftalmología
- Otorrinolaringología
- Urología

## Centros dependientes
Centros dependientes del hospital Infanta Elena:
- Unidad de Salud Mental Comunitaria la Palma del Condado
- Unidad de Salud Mental Comunitaria Lepe